# コホオアカ

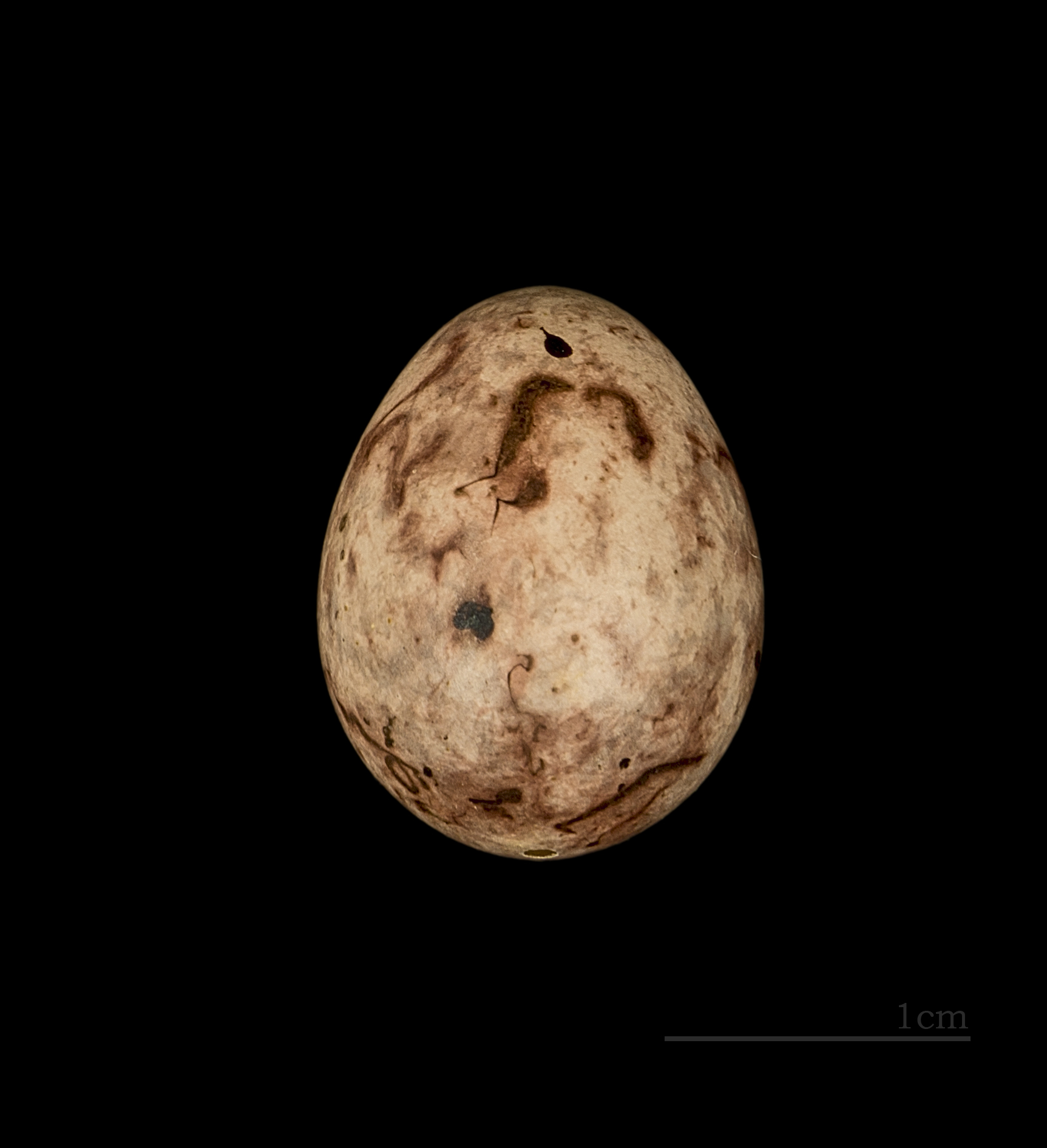
Emberiza pusilla

コホオアカ (小頬赤、学名：Emberiza pusilla) は、スズメ目ホオジロ科に分類される鳥。ホオジロの仲間。和名の由来は、ホオアカに似たの小型の種より。

## 分布
スカンジナビア半島北部からロシア、シベリア、カムチャツカ半島で繁殖し、冬季はネパール東部、インド北東部からインドシナ北部、中国南部、台湾に渡る。
日本では数少ない旅鳥または冬鳥として全国で記録がある。日本海側の島嶼部や南西諸島では、春秋の渡りの時期に毎年記録されている。

## 形態
体長12.5cm。ホオジロ類で最小の種である。

## 画像
下がコホオアカ、上はカシラダカ